# Neto Borges
Vivaldo Borges dos Santos Neto, genannt Neto Borges (* 13. September 1996 in Saubara) ist ein brasilianischer Fußballspieler, der aktuell beim FC Middlesbrough in der EFL Championship spielt.

## Karriere

### Verein
Borges begann seine fußballerische Karriere beim EC Vitória, wo er bis 2015 spielte. Von 2015 bis 2016 spielte er anschließend beim Rio Branco AC. Im ersten halben Jahr 2017 spielte er dann 13 Mal für seinen neuen Verein, den Boca Júnior FC in der Staatsmeisterschaft von Sergipe. Nach seinem Wechsel zur AO Itabaiana spielte er dort fünfmal in der Série D, der vierten brasilianischen Liga. Anschließend wechselte er zu Atlético Tubarão, wo er für die Saison 2018 an den schwedischen Erstligisten Hammarby IF verliehen wurde. Dort debütierte er am ersten Spieltag direkt im Profibereich, als er gegen den IK Sirius über 90 Minuten spielte. In der gesamten Saison spielte er 26 Mal in der schwedischen Liga, wobei er vier Tore vorlegte.
Im Januar 2019 wechselte er für zwei Millionen Euro nach Belgien in die Division 1A zum KRC Genk. Im Rest der Saison 2018/19 kam er dort zu einem Einsatz in der Liga und wurde mit seinem neuen Verein Meister. Direkt danach gewann er, ohne eingesetzt zu werden auch den Supercup. Am letzten Gruppenspieltag der Champions-League-Saison 2019/20 debütierte er international gegen den SSC Neapel in der Königsklasse. Insgesamt spielte er 2019/20 fünfmal in der Liga und einmal im Pokal. Im Sommer 2020 wurde er für ein Jahr an den brasilianischen Erstligisten CR Vasco da Gama verliehen. In der Saison 2019/20 spielte er 19 Mal für seinen Leihverein in der Série A. Für die gesamte Spielzeit 2021/22 wurde er nach Portugal an den CD Tondela verliehen. Bei der 1:3-Niederlage gegen den FC Porto schoss er sein erstes Tor im Profibereich am neunten Spieltag der Saison. Insgesamt schoss er ein Tor und gab fünf Vorlagen in 29 Ligaspielen; zudem schoss er zwei Tore in sechs Pokalspielen, wobei er auch im verlorenen Finale treffen konnte.
Nach seiner Rückkehr zu Genk wechselte er direkt in die Ligue 1 nach Frankreich zu Clermont Foot. Am ersten Spieltag kam er bei einer 0:5-Niederlage gegen Paris Saint-Germain das erste Mal in der Ligue 1 zum Einsatz. Bei einem 1:1-Unentschieden gegen den FC Nantes schoss er am 13. Spieltag sein erstes Tor für Clermont.
Im August 2024 wechselte Borges zum englischen Zweitligisten FC Middlesbrough.

## Erfolge
KRC Genk
- Belgischer Meister: 2019
- Belgischer Supercupsieger: 2019